# Eustrotia deleta
Eustrotia deleta är en fjärilsart som beskrevs av Otto Staudinger 1877. Eustrotia deleta ingår i släktet Eustrotia och familjen nattflyn. Inga underarter finns listade i Catalogue of Life.